# Twórca ludowy

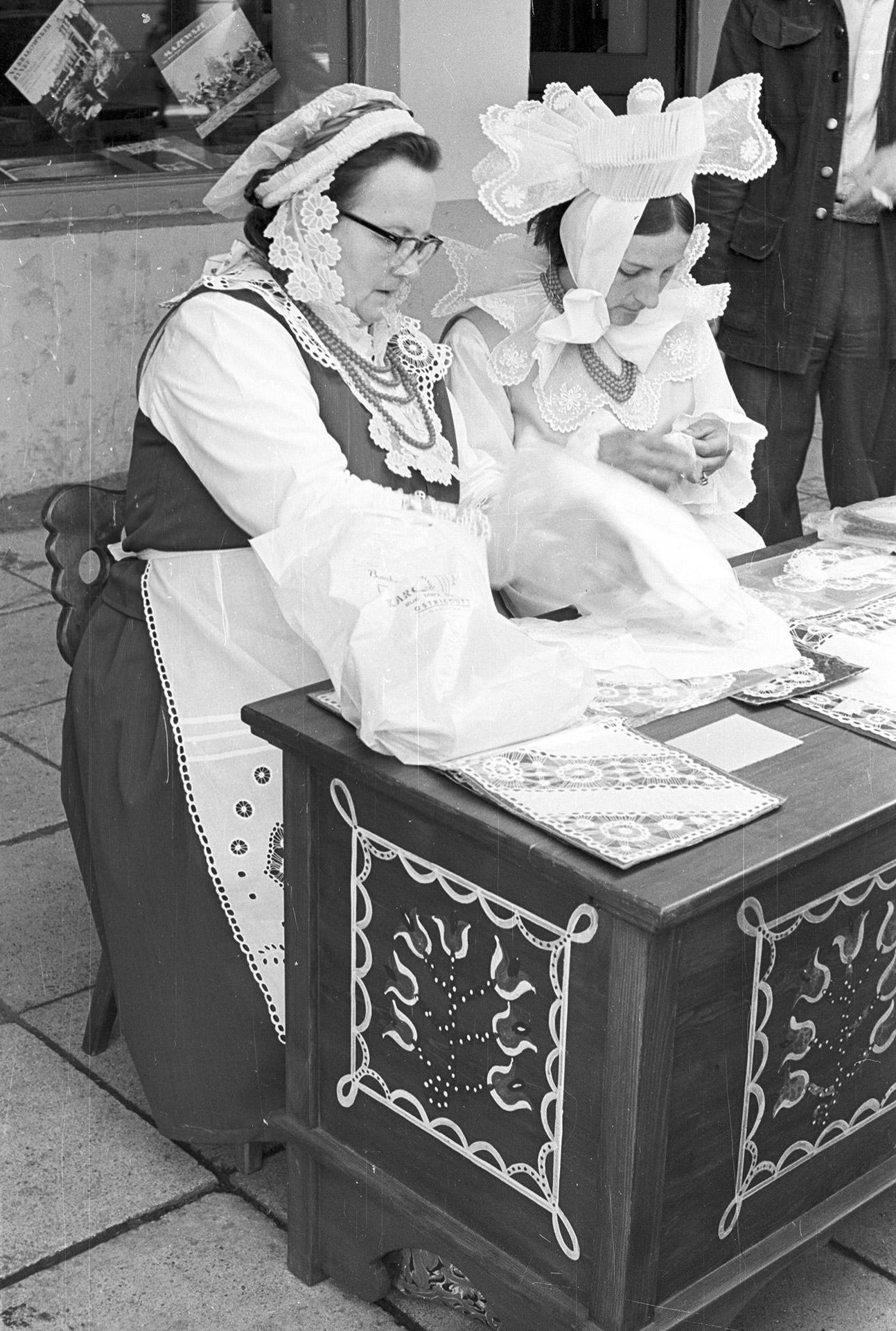
Hafciarki na Kiermaszu Sztuki Ludowej w Zielonej Górze

Twórca ludowy – osoba zajmująca się wytwarzaniem oryginalnych i indywidualnych dzieł opierających się o tradycje regionalne. Wiedzę i umiejętności nabył w drodze bezpośredniego przekazu kulturowego. Swoją twórczość upowszechnia poprzez pokazy, prezentacje, warsztaty, wystawy, kiermasze, targi i spotkania. Współpracuje z instytucjami kultury (muzea, biblioteki, domy kultury) oraz organizacjami pozarządowymi. Ich wytwory i dzieła są zaliczane do sztuki ludowej. Badaniem twórców ludowych zajmuje się etnografia, etnologia i antropologia kulturowa. 

## Twórca ludowy jako zawód
Wg klasyfikacji zawodowej prowadzonej przez Ministerstwo Rodziny, Pracy i Polityki Społecznej (kod zawodu 265901) zajmuje się tworzeniem dzieł z zakresu sztuki wyobrażeniowej (malarstwo, rzeźba), rękodzieła (tkactwo, hafciarstwo, garncarstwo, plecionkarstwo, kowalstwo, snycerstwo, zabawkarstwo, zdobnictwa bibułkowe, plastyka obrzędowa, ludowe instrumenty muzyczne) oraz wykonawstwa (tworzenie i upowszechnianie muzyki, tańca i śpiewu ludowego oraz literatury ludowej).

## Klasyfikacja twórców ludowych
W Polsce twórcy ludowi są zrzeszeni w Stowarzyszeniu Twórców Ludowych, które rozróżnia trzy kategorie:
- artyści – ich działania zawierają pierwiastek twórczy i indywidualizm artystyczny (muzyk instrumentalista, śpiewak, tancerz, rzeźbiarz, malarz, pisarz ludowy, gawędziarz)
- rzemieślnicy – wykonują przedmioty o charakterze użytkowym (bednarz, kowal, stolarz, budowniczy instrumentów ludowych, plecionkarz, garncarz, tokarz, snycerz, meblarz, kuśnierz, łyżkarz, tkaczka, sitarz, krawiec)
- rękodzielnicy – wykonują przedmioty o charakterze zdobniczym i obrzędowym  (hafciarka, koronkarka, wycinankarz, piernikarz, twórca plastyki obrzędowej, twórca plastyki zdobniczej)[4].

Obecnie w Stowarzyszeniu zrzeszonych jest 1900 osób, działających w 23 oddziałach. 